# California State Militia
California State Militia (abbreviato in CSM; lett. "Milizia dello Stato della California") è un'organizzazione e gruppo civile armato che non fa parte delle forze armate in servizio degli Stati Uniti d'America, attiva nel territorio della California. L'organizzazione fa parte del cosiddetto "movimento della milizia" statunitense, un vasto insieme di gruppi paramilitari auto-organizzati presenti nel territorio degli Stati Uniti.

## Storia organizzativa
Dalla sua fondazione nel 2012 come singola "compagnia" nel sud della California, la California State Militia si è espansa a dieci compagnie in tutto lo Stato. Tuttavia, eventi recenti hanno spinto il leader del gruppo, Mickee Hernandez, a sconfessare pubblicamente la "Compagnia Echo" a causa del suo coinvolgimento in pericolose attività militanti.
Nel giugno 2020, i membri della milizia della Contea di Shasta hanno brandito dei fucili durante una protesta di Black Lives Matter a Oakdale, vicino a Modesto. Il gruppo temeva che Antifa fosse coinvolta nell'evento, ma non si sono verificate violenze significative o danni alla proprietà. Gli uomini erano stati invitati da un imprenditore locale e stavano monitorando l'attività della manifestazione da diversi giorni. Secondo il "capitano" Tim Brown, veterano dell'esercito e membro della Compagnia Echo, la milizia è pronta ad assistere le forze dell'ordine locali se necessario.
In un'intervista rilasciata a The Sun nell'aprile 2020, Darrel Pague, maggiore del 2º Reggimento della California State Militia, ha dichiarato che il gruppo avrebbe assistito le forze dell'ordine in caso di disordini civili causati dalla pandemia COVID-19. Pague ha sottolineato che tutte le nuove reclute devono sottoporsi all'addestramento della FEMA e ha espresso il proprio sostegno alle misure anti-COVID.
Secondo NBC News, la California State Militia ha una forte presenza nella contea rurale di Mariposa, a sud-est di Sacramento. Con l'aumento degli incendi e dei disastri naturali che mettono a dura prova i servizi di emergenza, le milizie di tutto il Paese hanno approfittato di queste crisi per inserirsi nella politica e nei servizi di emergenza delle comunità rurali. Fornire assistenza in stile paramilitare durante le emergenze è una tattica comunemente usata dalle milizie per reclutare nuovi membri.
Durante l'incendio boschivo del luglio 2022 nei pressi del parco nazionale di Yosemite, la California State Militia ha fornito supporto ai vigili del fuoco per aiutare a contenere le fiamme. Le autorità locali erano a conoscenza della presenza della milizia e hanno espresso apprezzamento per la loro assistenza. Piper Brown, maggiore del 2º reggimento della milizia e residente del luogo, ha allestito un'area di sosta con il suo gruppo per fornire agli sfollati acqua, cibo e riparo. La CSM, composta da molti residenti di Mariposa, si propone di aiutare in ogni modo possibile le persone colpite dall'incendio.

## Credo dell'organizzazione
Il giornalista Shan Bauer ha condotto un'indagine sul movimento della milizia, infiltrandosi in vari gruppi sotto pseudonimi come "Rattlesnake" e "Cali". Le sue scoperte hanno rivelato che, sebbene il movimento sia unito nel disprezzo per il governo federale, le motivazioni che spingono i singoli membri ad aderire possono variare notevolmente. Secondo il capitano Clyde Massengale della Compagnia Delta della California State Militia, alcuni membri credono che gli eventi attuali siano biblici, mentre altri credono nel Nuovo Ordine Mondiale o nella necessità di costruire un rifugio segreto per le loro famiglie. Massengale ha detto che la vita nel rifugio sarebbe modellata sull'antica Roma, con i membri attivi e autorizzati della CSM considerati cittadini. 
Dopo il massacro di San Bernardino, il CSM ha espulso un membro per aver pubblicato gli orari di preghiera di una moschea e ha segnalato potenziali reclute all'FBI, secondo uno dei suoi ufficiali. Il capitano Massengale ha espresso la preoccupazione che i membri possano disertare e commettere atti pericolosi. 
Le milizie, come la CSM, citano una clausola che arruola automaticamente nella milizia uomini abili tra i 17 e i 45 anni, usandola come giustificazione legale. Tuttavia, questa legge non tiene conto delle milizie organizzate privatamente, come sottolineato dal membro della CSM, Pitcavage. Nonostante questo dettaglio e lo storico limite di età per il servizio di milizia, le cosiddette "milizie patriottiche" continuano a trascurare questi aspetti.

## Analisi e opinioni accademiche
Brian Levin, direttore del Center for the Study of Hate and Extremism presso la California State University di San Bernardino ha affermato che la partecipazione in attività di soccorso "Mette questi gruppi in una luce positiva ed estende loro un tipo di autorità de facto che in realtà non hanno in base alla legge, il che pone problemi significativi". Continuando, "Quando si ha un sistema che permette a estremisti non regolamentati di fare cosplay in momenti di disastro, si ottengono, beh, estremisti non qualificati che fanno cosplay in momenti di disastro".

## Struttura e organizzazione
Woody Clendenen, un leader locale della California State Militia, ha illustrato la struttura locale e regionale della CSM, affermando che la sua compagnia, la "Compagnia Alpha", comprende le contee e le città di Willows, Corning, Redding, Cottonwood, Weaverville, McCloud e Modoc. Stando a Clendenen, ci sono anche compagnie della CSM a Sacramento, nella Bay Area e nella California meridionale. Riferendo che comunica mensilmente con i comandanti delle altre compagnie e che le compagnie più meridionali affrontano un ambiente più difficile.
Al contrario, Clendenen, lui e altri leader della CSM nell'area settentrionale della California hanno una buona comunicazione con le forze dell'ordine locali. Ha detto agli ospiti di Sovereign Minds che gli sceriffi della Contea di Shasta, della Contea di Tehama, della Contea di Glenn e della Contea di Siskiyou sono tutti favorevoli alla "Costituzione", menzionando che la Milizia è stata recentemente contattata anche dallo sceriffo della Contea di Modoc. "Sono tutti a favore. Abbiamo lavorato duramente per ottenere questo risultato. A causa dello stigma che si è creato con la parola "milizia". Siamo passati dalla paura di pronunciare quel nome a quella di essere rispettati".
Il giornalista Shan Bauer si è addestrato con la CSM e la 31ª Legione di Difesa attraverso la California settentrionale e centrale. L'addestramento includeva pratica con il tiro a segno, la navigazione terrestre, le abilità di pattugliamento, la discesa in corda doppia, le comunicazioni radio, il linguaggio in codice, come allestire una FOB in una situazione ostile e come mantenere posizioni difensive.

Un ufficiale di grado elevato della CSM, ha comunicato a Bauer, che le fazioni distaccate potrebbero diventare nemiche. "Sono una possibile minaccia. Non sappiamo quali siano le loro intenzioni, ma conoscono tutti i nostri punti di forza e di debolezza". Perciò questo ufficiale, riferisce Bauer, stava cercando di contattare la miriade di gruppi in altri Stati perché un giorno i suoi uomini avrebbero potuto trovarsi fuori la California, in una giurisdizione di un'altra milizia, e perciò voleva assicurarsi che questi altri gruppi fossero alleati e non nemici.

Mappa della presenza paramilitare del 2º Reggimento della CSM.
Compagnia Dog
Compagnia Echo
Compagnia Sierra
Compagnia Whiskey

     Compagnia Dog
     Compagnia Echo
     Compagnia Sierra
     Compagnia Whiskey
Al 2022 la struttura è la seguente:

### Comando operativo
1º Reggimento artiglieria
2º Reggimento artiglieria
- Compagnia "Dog"

Area di azione: Contea di Fresno; Contea di Kings; Contea di Tulare; Contea di Kern.
- Compagnia "Echo"

Area di azione:
1º Plotone, Contea di Stanislaus; Contea di Merced; Contea di Madera (Ovest); Contea di San Joaquin.
2º Plotone, Contea di Contra Costa; Contea di Alameda; Contea di San Francisco; Contea di San Mateo; Contea di Santa Clara; Contea di Santa Cruz.
4º Plotone, Contea di Mariposa; Contea di Madera (Est); Contea di Calaveras; Contea di Tuolumne.
- Compagnia "Sierra"

Area di azione: Contea di Mono; Contea di Inyo.
- Compagnia "Whiskey"

Area di azione: Contea di San Benito; Contea di Monterey; Contea di San Luis Obispo; Contea di Santa Barbara; Contea di Ventura.

### Fonti
1. ↑  (EN) In a California town, a militia is welcomed by some, cautioned by others, su CNBC. URL consultato il 30 luglio 2022.
2. ↑  (EN) Deke Farrow, Business and property owner asked armed militia members to Oakdale, police chief says, in The Modesto Bee, 8 giugno 2020.
3. ↑  (EN) Militia Movement, su Southern Poverty Law Center. URL consultato il 30 luglio 2022.
4. 1 2  (EN) Ethan Baron, California militia helping Oak Fire evacuees creates furor in Mariposa, su The Mercury News, 26 luglio 2022. URL consultato il 30 luglio 2022.
5. ↑  (EN) Fire crews make gains in massive Oak fire as presence of uniformed militia sparks furor, su www.spokesman.com, The Spokesman Review. URL consultato il 31 luglio 2022.
6. 1 2  (EN) Ben Collins e Chiara Sottile, In a California town, a militia is welcomed by some, cautioned by others, su NBC News. URL consultato il 30 luglio 2022.
7. 1 2  (EN) Annelise Pierce, Cottonwood Militia Leader Reports Tenfold Rise in Recruits, su Shasta Scout, 19 gennaio 2021. URL consultato il 1º agosto 2022.
8. ↑  (EN) Deke Farrow, California business called armed militia after hearing protest rumor, police chief says, in The Sacramento Bee, 9 giugno 2020.
9. ↑  (EN) Emma Parry, State militia ‘inundated’ with people wanting to join up during coronavirus crisis and vow they are ready for action, su The Sun, 8 aprile 2020. URL consultato il 1º agosto 2022.
10. 1 2  (EN) Tony Bruscoe, Salvador Hernandez, Christian Martinez e Summer Lin, Uniformed militia members offering help to Oak fire victims sparks furor near Yosemite, su Los Angeles Times, 27 luglio 2022. URL consultato il 30 luglio 2022.
11. ↑  (EN) Mariposa Sheriff’s Office says it’s aware of local ‘militia’ spotted amid Oak Fire, in Merced Sun-Star.
12. ↑  (EN) Militia group spotted near Oak Fire, Mariposa sheriff says, su KTVU FOX 2, 25 luglio 2022. URL consultato il 1º agosto 2022.
13. 1 2  (EN) Shane Bauer, I went undercover with a militia on the US-Mexico border. Here’s what I saw., su Mother Jones. URL consultato il 2 agosto 2022.
14. ↑  (EN) C. S. M. Operations, 2nd Regiment, California State Militia, su California State Militia, 2nd Regiment. URL consultato il 31 luglio 2022.
15. ↑  (EN) Who Are We? – California State Militia 1st Infantry Regiment, su californiastatemilitia.us. URL consultato il 1º agosto 2022 (archiviato dall'url originale il 1º agosto 2022).

### Annotazioni
1. ↑  Il Codice Penale della California proibisce "qualsiasi due o più persone che si riuniscono come organizzazione paramilitare allo scopo di esercitarsi con le armi" definendo "organizzazione paramilitare" come "un'organizzazione che non è un'agenzia del governo degli Stati Uniti o dello Stato della California, o che non è una scuola privata che soddisfa i requisiti di cui alla Sezione 48222 del Codice dell'Educazione, ma che si impegna nell'istruzione o nell'addestramento alla guerriglia o al sabotaggio, o che, come organizzazione, si impegna in disordini o nell'interruzione violenta o nell'interferenza violenta con le attività scolastiche.", cfr.  California Penal Code § 11460. URL consultato il 31 luglio 2022 (archiviato dall'url originale il 25 gennaio 2012).
2. ↑  Ogni cittadino maschio statunitense che abbia compiuto almeno i 17 anni di età è un riservista delle Forze armate, cfr.  10 U.S. Code § 246.